# Venturia townesorum
Venturia townesorum är en stekelart som beskrevs av David B. Wahl 1984. Venturia townesorum ingår i släktet Venturia och familjen brokparasitsteklar. Inga underarter finns listade i Catalogue of Life.